# Gletscherhorn (Alpi del Platta)
Il Gletscherhorn (3.107 m s.l.m.) è una montagna delle Alpi del Platta che si trova nel Canton Grigioni.

## Caratteristiche
La montagna è collocata a nord-ovest del Piz Duan tra i comuni di Bregaglia ed Avers e tra la Val Bregaglia e la Val d'Avers.